# The Man Without Desire
The Man Without Desire er en britisk stumfilm fra 1923 af Adrian Brunel.

## Medvirkende
- Ivor Novello som Vittorio Dandolo
- Nina Vanna som Leonora / Genevia
- Sergio Mari som Almoro / Gordi
- Christopher Walker som Roger / Mawdesley
- Jane Dryden som Luigia
- Dorothy Warren som Foscolina